# Gnaliepa
Gnaliepa este o comună din regiunea Gôh, Coasta de Fildeș.